# Olivia Podmore
Olivia Podmore (Christchurch, 24 mei 1997 – Cambridge, 9 augustus 2021) was een Nieuw-Zeelandse baanwielrenster gespecialiseerd in de sprintonderdelen. Ze nam deel aan de Olympische Zomerspelen van 2016.
Haar overgrootvader was Cor Tabak.

## Belangrijkste resultaten

### Baanwielrennen
| Jaar     | NK                             | OK                                         | WK                        | Overig                   |
| Junioren | Junioren                       | Junioren                                   | Junioren                  | Junioren                 |
| -------- | ------------------------------ | ------------------------------------------ | ------------------------- | ------------------------ |
| 2014     | 500m tijdrit, keirin · scratch |                                            |                           |                          |
| 2015     | 500m tijdrit                   |                                            | teamsprint · 500m tijdrit |                          |
| Elite    |                                |                                            |                           |                          |
| 2016     | sprint                         |                                            |                           |                          |
| 2017     | keirin · sprint · teamsprint   | teamsprint, 500m tijdrit                   |                           |                          |
| 2018     |                                | teamsprint, keirin · 500m tijdrit          |                           |                          |
| 2019     | 500m tijdrit · sprint          | 500m tijdrit · sprint, keirin · teamsprint |                           | WB Cambridge: teamsprint |
| 2020     | sprint                         |                                            |                           |                          |

## Overlijden
Podmore overleed plotseling op 9 augustus 2021 op 24-jarige leeftijd. Ze plaatste vlak voor haar dood op social media een bericht over de keerzijde van topsport, waarin ze aangaf het moeilijk te hebben met de hoge druk. Naar aanleiding van de dood van Podmore startten de Nieuw-Zeelandse wielerbond en topsportfederatie een onafhankelijk onderzoek. Verschillende hooggeplaatste medewerkers van de wielerbond namen nog tijdens het onderzoek ontslag vanwege de gebeurtenissen. Collega-baanwielrenner Eddie Dawkins noemde de dood van Podmore 'vermijdbaar' en Eric Murray, een goede vriend van Podmore, gaf aan dat ze een bericht had achtergelaten 'waarvan we wensen dat het nooit meer door iemand anders hoeft te worden gelezen'.
Hoewel vermoed wordt dat Podmore zelfmoord heeft gepleegd, is officieel niet bekendgemaakt waaraan ze is overleden.